# De spooktrein
De spooktrein is een Nederlandse film uit 1939 onder regie van Karel Lamač.

## Verhaal
Het verhaal speelt zich af op het fictieve station van Valkenrade, in de nacht van 24 juli 1939. De film volgt acht mensen, die rond middernacht op een verlaten station stranden. Onder deze mensen bevinden zich Borneman, een alcoholistische juffrouw, Mieke en Eddy, een echtpaar dat onlangs is getrouwd en op hun huwelijksreis zijn, goochelaar Alberto en zijn onhandige assistente Corrie, de goedgehumeurde Ted, de conducteur die moeite heeft kalm te blijven, zenuwarts Looman en zijn patiënte Julia. Ondanks hun tegenstellingen proberen ze er het beste van te maken voor de nacht.
In eerste instantie kunnen de passagiers niet met elkaar overweg. Iedereen keert zich tegen juffrouw Borneman, die ervoor zorgde dat de trein vertraging opliep, omdat ze deze liet stoppen toen Ted haar papegaai uit het raam gooide. Ted maakt van dit incident gebruik om te flirten met Corrie, die pas drie dagen in dienst is van professor Alberto maar nu al overweegt haar ontslag in te dienen. De woede van de passagiers slaat al snel om in angst als de conducteur vertelt dat het spookt op het station sinds er dertien mensen om het leven kwamen bij een treinongeluk.
Als ze te horen krijgen dat er rond deze tijd een spooktrein actief is rond het traject waar dit station aan ligt, slaat de schrik onder de passagiers flink toe. Ze kunnen maar moeilijk in slaap vallen en geven de hoop op een goede nachtrust op als ze een in elkaar zakkende conducteur aantreffen. Ze constateren dat hij is overleden en proberen naar afleiding te zoeken. Professor Alberto laat een van zijn goochelacts zien en zorgt voor een goede sfeer. De tot dan toe nog afwezige Julia duikt plotseling op en zorgt wederom voor angst onder de passagiers. Ze treffen haar aan in een verbijsterde situatie en ze beweert spoken te hebben gezien.
Niet veel later komen ze ook tot de ontdekking dat de conducteur, die ze in een aparte kamer hadden gedragen, spoorloos is. Ook de broer van Julia verschijnt op dat moment ten tonele. Ted vertrouwt de boel niet en geeft Eddy een pistool, dat hij tracht te gebruiken als het nodig is. Als de beruchte spooktrein arriveert, worden de passagiers opgesloten in het station. Ted openbaart de schimmen van deze spoken echter als smokkelaars. Er blijkt dat de conducteur, Julia en haar broer in het complot zitten om deze spooktrein als dekmantel te gebruiken voor een smokkeloperatie, terwijl andere medeplichtigen de koffers stelen. Ted en Eddy grijpen naar hun pistool, waarna een vuurgevecht volgt.
Intussen is ook de hulp van politieagenten ingeschakeld om de trein tegen te houden. De smokkelaars zijn er inmiddels vandoor met het gestolen goed. De passagiers verzinnen een plan om hen tegen te houden, maar worden gedwarsboomd door Julia. Mieke weet echter haar pistool af te pakken, waardoor de passagiers verder kunnen met hun plan de trein te laten ontsporen. Deze belandt vervolgens na een val in het water.

## Rolbezetting
| Acteur             | Personage           |
| ------------------ | ------------------- |
| Jan Musch          | Barendse            |
| Fien de la Mar     | Julia van Dongen    |
| Louis Borel        | Ted                 |
| Adolphe Engers     | Professor Alberto   |
| Cissy van Bennekom | Corrie              |
| Sara Heyblom       | Juffrouw Borneman   |
| Chris Baay         | Eddy van Nie        |
| Lies de Wind       | Mieke               |
| Lau Ezerman        | Treinconducteur     |
| Nico de Jong       | Dokter Looman       |
| Hans Tiemeijer     | Inspecteur Bloemhof |

## Achtergrond
De spooktrein is gebaseerd op het zeer succesvolle griezeltoneelstuk The Ghost Train van Arnold Ridley. Het was al tweemaal eerder verfilmd toen de Nederlandse bewerking verscheen. De regie was in handen van Karel Lamač, een uit Tsjecho-Slowakije afkomstige regisseur. Lamač was voorheen werkzaam in Duitsland, maar vluchtte naar Nederland toen het nationaalsocialisme opdook. Hij werd in de film vermeld als 'Karel Lamac'.
De film werd door de kijkwijzer destijds geoordeeld voor '14 jaar en ouder', omdat de inhoud te sensationeel was volgens hen. Het werd na de première in september 1939 goed ontvangen door zowel pers als publiek. De film bestaat tegenwoordig uit korte beelden, bewaard in het Eye Filmmuseum in Amsterdam. Hij werd na een Engelse bewerking ook in het Nederlands opgenomen en wordt omschreven als een zwarte komedie.
Opnames voor de film werden onder meer gemaakt nabij het treinstation van Heerhugowaard.